# Matrix Online
Matrix Online, MMORPG baserat på the Matrix. Spelet hörde till de få MMO-titlar som baserades på befintliga konstruktioner (jämför Star Wars Galaxies, World of Warcraft, The Sims Online).
The Matrix Online släpptes den 22 mars, 2005 och stängdes ner 31 juli 2009 av spelet dåvarande utvecklare, Sony Online Entertainment (som tagit över efter Monolith Productions